# Мороз Григорій Семенович
Григорій Семенович Мороз  (1893, Шклов — розстріляний 2 листопада 1937, Москва) — радянський партійно-державний діяч, співробітник ВЧК-ГПУ, соратник  Дзержинського. Член Центральної контрольної комісії ВКП(б) у 1927—1930 роках. 

## Життєпис
Народився в родині дрібного єврейського торговця. Здобув початкову освіту, потім працював в крамниці свого батька.
У РСДРП з 1912 року, член РСДРП(б) з 1917 (раніше меншовик).
У 1914 ухилився від призову в армію, з цією метою неодноразово змінював місце проживання, використовував чужі документи.
- У 1917–1918 — в Петроградському комітеті оборони.
- У 1918–1919 секретар відділу по боротьбі зі спекуляцією ВЧК при РНК РРФСР, секретар іногороднього відділу ВЧК при РНК РРФСР, начальник інструкторського відділу ВЧК при РНК РРФСР, начальник Політичного відділу Військ внутрішньої охорони ВЧК.

Фактично мова йшла про організований грабіж, і Мороз його курирував. Йому було відомо про численні зловживання підлеглих: вилучені продукти і товари розкрадалися, а пограбованих людей нерідко просто вбивали, як непотрібних свідків.
- У 1919–1920 — член колегії ВЧК при РНК РРФСР, начальник Слідчого відділу ВЧК при РНК РРФСР, член Президії ВЧК при РНК РРФСР.
- У 1920–1921 — повноважний представник ВЧК в Киргизькому краї, у розпорядженні ЦК РКП(б).
- У 1922–1924 — повноважний представник ДПУ-ОДПУ по Уралу.
- У 1922–1923 — начальник Єкатеринбурзького губернського відділу ДПУ.
- У 1925–1928 — секретар Московської губернської контрольної комісії РКП(б) — ВКП(б).
- У 1929 р член колегії Народного комісаріату зовнішньої і внутрішньої торгівлі СРСР.
- У 1929–1937 рр. голова ЦК Спілки працівників державної торгівлі і кооперації.
- Заарештований 3 липня 1937 Розстріляний. Похований на Донському кладовищі в Москві.